# Clubiona kuanshanensis
Clubiona kuanshanensis es una especie de arañas araneomorfas de la familia Clubionidae.

## Distribución geográfica
Es endémica de los montanos de Taiwán.